# Nobil Air
«Nobil Air» — молдавский авиаперевозчик бизнес-класса. Базируется в Международном Аэропорту Chisinau и осуществляет чартерные рейсы. Член ICAO.

## История
Компания основалась в 2003 году. Принадлежит зарегистрированной в Великобритании фирме Skywings Alliance.
Learjet 35 был доставлен в сентябре 2004 года и начал работать уже с ноября того же года. Бывший президент Молдавии Владимир Воронин часто использовал услуги Nobil Air для своих зарубежных поездок.

## Флот
Компания владеет одним самолётом бизнес-класса Bombardier Learjet 60.